# Potamogeton gessnacensis
Potamogeton gessnacensis är en nateväxtart som beskrevs av G. Fisch. Potamogeton gessnacensis ingår i släktet natar, och familjen nateväxter. Inga underarter finns listade.